# Stimmhafter lateraler alveolarer Flap
Lautliche und orthographische Realisierung des stimmhaften lateralen alveolaren Flaps in verschiedenen Sprachen:
- Japanisch [⁠ɺ⁠]: Kommt als Allophon von [⁠ɾ⁠] vor, insbesondere vor palatisierten Vokalen, d. h. rya, ryu und ryo.